# 2013年ドイツグランプリ
2013年ドイツグランプリは、2013年のF1世界選手権第9戦として、2013年7月7日にニュルブルクリンクで開催された。

## 決勝
レース序盤の8周目、7周を終えて1回目のピットストップに入ったマーク・ウェバー（レッドブル）が、ピットストップで右リヤタイヤが完全にはまりきっていない状態にもかかわらず、作業ミスでマシンを発進させてしまった。この時、レッドブルの右リヤタイヤを担当するクルーは、タイヤの装着に手間取っていたが、フロントジャッキマンがジャッキを降ろすと同時にウェバーがピットを離れるかたちとなった。
ウェバーのマシンは、発進後すぐに右リヤタイヤが脱落して3輪状態になると、さらに外れたタイヤが発進時の勢いを保ったままピットレーンを転がっていき、メルセデスのピット前にいたFOMのカメラクルー、ポール・アレンに左手側から直撃した。
アレンは意識があったものの、すぐにサーキットの医療センターに運ばれ、その後ヘリコプターで近くの病院に搬送された。この事故で肋骨2本と鎖骨を骨折し、打撲に加えて脳震盪も起こしていたが、命に別状は無かった。
レッドブルはこの件に関して、危険なリリースを犯したとして3万ユーロの罰金ペナルティを受けている。